# ヴォルコシガン・サガ
『ヴォルコシガン・サガ』 (The Vorkosigan Saga) は、アメリカの作家ロイス・マクマスター・ビジョルドによる共通の架空宇宙における SF小説のシリーズ作品の総称。1986年から書き始められ、最新の作品は2018年に出版されている。

## 概要
シリーズは主にマイルズ・ネイスミス・ヴォルコシガンとその家族や友人を中心に描かれ、遠い未来においてワームホールで結びつけられた数十個の惑星世界と宇宙船が舞台である。各惑星には人類の子孫のみが居住するが、それぞれ独自の文化や政治体制を築いている。各惑星世界は、現代の国家のように国際貿易、外交関係、そして侵略戦争などによって干渉し合う。身分の高い生まれでありながらハンディキャップを背負うマイルズは、出身惑星のバラヤーの利益のため、外交官、スパイ、傭兵部隊の長、さらに聴聞卿として奮闘する。
ビジョルドのスタイルは種々のジャンルにまたがるが、常にユーモアとコメディの要素がある。軍事冒険、政治的なスリラー、ロマンス、そしてミステリーを織り交ぜる。女性、同性愛者、身体障害者およびそのクローンの兄弟、あまり教育を受けていない人物など多様な視点人物の目を通して描く。
シリーズの重要な焦点は医療の倫理ジレンマである。生物工学、遺伝子操作、クローン、長命化などによりアイデンティティーが影響される様が描かれている。
多くの作品において、進歩したテクノロジーを持ち社会民主主義的で平等主義的なベータ植民惑星と、英雄主義的で軍国主義的で階級社会的なバラヤーが対照的に描かれている。シリーズの大部分の作品の主人公であるマイルズはベータ出身の母とバラヤー貴族の父の間に生まれ、この対照を具現している。

## 背景

### 宇宙の設定
アイザック・アシモフのファウンデーション・シリーズと同様に、人類は競争相手となるような知的生物が存在しない銀河系全体を植民地化している。植民地化の最初の成功例はベータであり、これはシリーズ開始時の400年ほど前の出来事である。数十の惑星が独自の文化を持つようになっている。
星系間の移動は、遠く離れた地点への即時ジャンプを可能にする空間特異点である、ワームホールによって可能となっている。ワームホールを持つ星系はワームホール・ネクサスと呼ばれる。ほとんどのワームホールは宇宙ステーションにより、軍事的および商業的に管理されている。このような宇宙ステーションは、惑星政府、惑星上の企業、あるいはいかなる惑星からも独立した組織によって保持・運営されている。
ワームホール移動は、5空間航行の数学により可能になっている。多くの星系には、人間が居住可能なように改造された惑星が一つ存在する。一般的には単一政府が惑星全体を支配する。セタガンダとバラヤーはともに、周辺のワームホールを通って他の惑星を征服し、星間帝国を樹立している。
時間の長さには、地球の標準単位が用いられている。たとえば、バラヤーの一日は26.7地球標準時間である。

### テクノロジー
ビジョルドの父親と兄弟はエンジニアであり、20世紀の技術を無重力および別の太陽系に投影した描写がされている。人工子宮のような発明は大きな意味を持っているが、ほとんどの装置は遠い未来の日常生活を彩るだけのものである。
ビジョルドは、生命工学における技術の廃止の問題や、R&Dプロジェクトの高い失敗率の問題を扱っている。廃止された脳インプラントを持つジャンプ・パイロットや、停止された生命工学プログラムに沿って設計されたため、生理学的に置き去りにされた改造人間たちを描く。

### 反重力テクノロジー
作品世界の宇宙ステーションにおいては、『名誉のかけら』の200年前頃までは、人工重力は存在せず、無重力および遠心力による部分的重力の一般的であったが、現在では人工重力が用いられている。『自由軌道』および『外交特例』では無重力文化と重力に依存する文化の関係が描かれている。
小さな宇宙船ですら高加速の影響から乗客を守るために人工重力を発生させており、太陽系を時間や日の単位で横断することが出来る。軍用宇宙船、商用宇宙船だけでなく、個人的な”ヨット”まで描かれている。
地球のような重力と大気を備える惑星上の個人旅行には、ライトフライヤーやエアカー、そして車輪は持たないが反重力クッションで浮かぶ地上車が使われる。地上車はスポーツカータイプから武装リムジンまである。公共輸送には決められた路線を走って目的地に向かうようにプログラムされ、個室を備えたバブルカーや、長距離移動のためのモノレールがある。乗りもの以外には、反重力を使う装置として乗客を上階下階に移動させるリフト・チューブ、車椅子の役を果たすフロート・チェア、反重力ベッド、反重力椅子、台車やフォークリフトの役を果たす浮きパレットなどがある。

### コンピューターと通信
マイルズ・ヴォルコシガンの時代の社会はほぼペーパーレス社会である。紙幣（とおそらくはトイレットペーパー）を別にすれば、紙は主に慣用句で使われるだけに過ぎない。紙に印刷された本というだけで、アンティークだと言うことになる。実際の紙は高価であり、非常に重要な文書に使われるだけであり、これにはラブレターも含まれる。プラスティックのシートがメモ取りやコンピューターのプリントアウトに用いられる。
２次元のビデオは三次元のホロビッドに完全に置き換えられている。ライブのホロビッドは電話を置き換えており、録画されたホロビッドは手紙を置き換えている。インタラクティブなホロビッドには地図、写真のアルバム、そして戦闘シミュレーションなどのコンピューターに作成されたシナリオも含まれる。『名誉のかけら』では、コーデリアはホロビッドのレポーターのカメラを借りているが、コンピューターやホロビッドのスクリーンにはビデオを録画するカメラが内蔵されているようである。
ビデオによる通信のほかには、コムリンクによる無線通信がある。携帯コムリンクは、軍隊、警察そして警備の人員が利用しており、一定のチャンネルを用いている。したがって、これらは電話というよりは双方向無線に近い。
銀河系の別の星系との通信は、物理的にディスクに書き込まれ、ワームホールを通して運ばれなくてはならない。ワームホールを宇宙船で運ばれたのち、ネクサス内で次のワームホール付近の宇宙ステーションまではビーム通信で運ばれ、再びディスクに書き込まれてワームホールを宇宙船で運ぶことを繰り返す、商用通信サービスも存在する。
コンピューター技術は、主に有線接続とハードウェア・メディアを用いている。ブックリーダーで読まれ、メモを残すことが出来るブックディスク、データキューブ、データディスクおよびチップである。コンピューターとの主なインターフェースはスクリーンである、タッチスクリーンを備えていると想像される。だが大量のデータ入力やレポートの修正のために、キーボードはいまだに存在していると思われる。『自由軌道』、『名誉のかけら』では、『親愛なるクローン』などでは1980年代の入力デバイスであるライトペンへの言及まである。
ワイヤレスによるコンピューター通信は、あまり目立たない。無線ネットワークは宇宙船内や国防省内のローカルなネットワークに限られている。教育ネットワークは、タイムシフトのないビデオ会議に基づくもののようである。
コムコンソールは一つ以上のホロビッド・スクリーン、コンピューター、および種々の入力デバイスを持つユニットである。

### 軍事テクノロジー
軍用通信は最も洗練された通信テクノロジーの一つである。作戦司令室と指揮官用ヘルメットには種々のディスプレイと音声入力があり、宇宙船であるか歩兵であるかを問わず、個々の兵や兵員全体の状況を把握することが出来る。多くの作品は戦争ビデオゲームよりも前に書かれたため、作者がゲームに影響を受けたとは思われない。
個人用の武器には次のものがある。幅広い設定が可能なスタナーは、心臓に障害がある相手にのみ致命的である。神経破壊銃は外傷を与えないが、相手を植物状態に陥れる。ニードル銃は多くの小さな針を発射して相手の肉を引き裂き、死に至らしめる。プラズマ・アーク銃は射線上のすべての物を焼き払い破壊する。プラズマ・アーク銃は墓掘りなどの道具にも使うことができる。『ヴォル・ゲーム』では、マイルズ・ヴォルコシガンが20歳になるまでに、ベータ植民惑星では神経破壊銃から人を守る防御服の開発を始めていた。
より大きな武器としては、音波手榴弾、重力内破槍、大型のプラズマ・アーク銃などがある。
艦載兵器としては、通常のミサイルやレーザーなどは強力なシールドによって事実上無効化され、唯一シールドを貫通できるが射程が短く小型化・ミサイル化などができない重力内破槍による、艦船同士の接近戦・移乗白兵戦が主となっている。これは戦闘シーンを海洋冒険小説に似せるための設定で、多くの英米ミリタリ系作品で同じ目的の設定がある。大規模な核兵器によって艦隊全体を破壊する戦術もある。
バラヤーにおいて、化学兵器類は破棄すべき軍事兵器として現れる。ジャクソン統一惑星やセタガンダ帝国においては、巧妙に調整されて特定の人物に限定された効果をもたらす化学兵器が生産される。
自白薬である即効性ペンタは法執行機関、軍隊、そして犯罪組織によって用いられている。この薬物はハイポスプレーと呼ばれる無痛注射で被疑者に与えられ、尋問の最後には解毒剤が与えられる。だがスパイなど秘密を守る必要のある人物は、即効性ペンタに対してアレルギーを持たせられており、生まれながらにアレルギーを持つ人もいる。いずれの場合も、アレルギーのある被疑者に即効性ペンタを用いると、アレルギー反応を起こして速やかな死を迎える。本シリーズにおいて、この薬物を与えられた被疑者はしばしば重要な事実だけでなく個人的な感情をも吐露する。死なないが、奇妙な言動をして質問にまともに答えない特異体質者もまれにいる。

### 環境
ネクサスには多様な居住環境がある。バラヤーやセルギアールには地球に類似の重力と大気があり、水も存在する。ベータ植民惑星やコマールでは、気候を制御されたドームや完全環境都市でのみ生存が可能である。人間の生存には地球産の植物が必要であり、作者は作品内で大きな関心を寄せている。人類が居住するようになった惑星の大部分は地球化が行われており、原生種の動植物は絶滅させられ、地球原産の種が導入されている。『ミラー衛星衝突』においては、地球化によって、ドーム都市の外側の大気が最終的には呼吸可能になることが分かる。『任務外作戦』においては、新たに植民化された惑星セルギアールの副総督が、原生植物を食べて地球原産の植物の肥料を生み出すように遺伝子操作された生物を歓迎する。
ビジョルドは、水耕栽培植物、栽培された食肉、養殖魚など、いくつかの現実的な食糧生産技術を示している。未来的なものとしては、『任務外作戦』で登場する虫が、永久保存が効き消化可能な食物を微生物によって生産する。また、"The Flowers of Vashnoi"では、放射能汚染された植物を食べ、汚染を凝縮し糞として排出する虫が登場する。
宇宙ステーションに住む人々もおり、『自由軌道』のクァディーは他の場所では生存できない。閉ざされた宇宙ステーションの環境は『遺伝子の使命』で皮肉を込めて描かれている。 微生物による汚染を避ける努力が強調され、空気の供給は藻類とイモリに依存しており、死んだ動物や人間は食肉栽培の原料となり、宇宙ステーションの外の真空空間でのゴミの保存が描かれている。

### 医療テクノロジー
ビジョルドの描く未来では、遺伝子操作によってほとんどあらゆるクローンやハイブリッドが作成可能である。ヒトゲノム操作の中心にあるのはほぼ完全に体外受精と体外出産を可能にする人工子宮である。胎児は人工子宮で観察され調整されて、好ましくない兆候が除去され欠陥が調整される。これにより生じる医療論理の問題のほかに、女性の社会的役割が出産のみであるとされてきたバラヤーにおいては、フェミニズムの問題ともなっている。アトスのような、卵子が女性からではなく実験室の培養器に由来する男性だけの社会も可能になっている。
バイオエンジニアリングによって、特定目的を持つ微生物(『メモリー』)や、グロテスクなペットも可能になっている。人間のレベルにおいては、理想的な兵士、理想的な労働者(『自由軌道』)、理想的なスパイ(『遺伝子の使命』)などが実験的に作られている。ベータでは両性具有者が医学的かつ社会的実験のために作成されており、セックス心療士を数多く生み出している。自らの創造物の意識にほとんど関心を払わない、何でも有りのバイオエンジニアの態度と、突然変異に対するバラヤー人の恐怖は対照的に描かれている。
多くの作品において、長命措置は重要な要素であるが、特に『ミラー・ダンス』では重要である。政府に管理されたライフスタイルによって、ベータ人の寿命は120年に達しているが、セタガンダのホート階級の長命措置は寿命だけではなく若々しい外見も保つ。ジャクソン統一惑星のバラピュートラ商館の専門分野は、老人の脳を若いクローンの肉体に移植する手術である。事故に遭った肉体を冷凍保存して後に蘇生することは日常的な処理となっている。

### 社会
ネクサスのアイデアによって、ビジョルドは旅行や通信が21世紀よりもはるかに時間と努力を必要とするような世界を想像することになった。これはワームホール・ジャンプが特殊な障壁になるからである。各惑星は、地球の歴史にある程度由来する文化を、まるでペトリ皿のように独自に繁栄させ変貌させている。バラヤーとアトスの世界は、産業化以前のヨーロッパとアメリカの文化の一側面を思い起こさせる。
各惑星の文化は、アトスの禁欲的なユートピアから、遺伝子操作され、極めて侵略的なセタガンダ帝国の住民までさまざまである。あるいは、ジャクソン統一惑星の、弱肉強食的な資本主義者たちから、穏やかで科学者的なエスコバールまでさまざまである。完全無重力空間に適した労働者として遺伝子操作されたクァディーは、その作業グループが政治の最小単位となるような共同体主義を実践している。
ビジョルドは多くの種類の社会や偏見を皮肉を込めて描いてはいるが、その描く宇宙では、現在の地球における社会や偏見の起源である言語、肌の色、宗教などを考慮していない。他の言語や惑星方言への言及はあるが、誰もが英語を話している。四つの腕を持つクァディーも、フロート・バブルから覗くセタガンダのホート・レディも、バラヤーの高貴な少女も全て同じような象牙色あるいはミルク色の肌をしている。非コーカシア人の重要な登場人物であるユーラシア人のカイ・タングは地球出身である。孤立しているアトスだけが全惑星的な宗教を信じており、またコーデリア・ネイスミスとレオ・グラフ(『自由軌道』の主人公)は神を信じている。
一方で、ビジョルドは惑星、経済そして歴史に、地域に限定された偏見を持ちこんでいる。バラヤー人は、ただ一つのワームホールを防衛するだけで良く、広く居住可能な惑星に住んだため、大家族が新たに地球化された地域に進出するにつれて、内部競争を伴う軍事的な社会が必要でありかつ可能でもあった。男性だけの軍隊的な社会の階層を通して、皇帝が社会を統制した。過酷な惑星環境のため、ドームに住まなければならないベータ人は工業製品の輸出に依存し、出産をはじめとして、反社会的だと見なされるあらゆる行為を制限する。ベータ人の観点からすればバラヤーの社会は非合理的であり遅れているが、バラヤー人からすればベータ人はあらゆる意味で統制に欠けており、”ベータ人の投票”とは決断にいたるまでの障害を示す表現である。多くのワームホールにつながる惑星は貿易と金融の中心地となっており、温和なコマールやエスコバールもあれば、財産へのあらゆる脅威が報復の対象となる、悪意に満ちたジャクソン統一惑星などがある。そして、宇宙空間の居住者たちは惑星居住者たちを”泥しゃぶり”と呼んで軽蔑する。

### ヴォルコシガン家
国守でもあったピョートル・ヴォルコシガン将軍が、セタガンダ帝国からバラヤーを独立させるゲリラ戦争において大いに指導力を発揮して以来バラヤーで重要な存在となる。ピョートルの次男であるアラール・ヴォルコシガンの時代に、バラヤーは侵略を幇助した報復としてコマールを征服し併合する。
アラールは、別の戦争の初期に、敵であるベータ植民惑星出身のコーデリア・ネイスミスと出会う。過酷な惑星上で協力して生き延びることを強いられ、二人は恋に落ち、いずれ結婚することになる。
コーデリアはマイルズを妊娠するが、アラールとコーデリアの毒殺が試みられ、胎児が生命の危険にさらされる。胎児の生命を救うために、最終手段として実験的な医療措置がとられる。マイルズの肉体的な成長は甚だしく抑えられて、成長後も若干の奇形が見られ、思春期の少年と同じ程度の身長しかない。その結果、マイルズ自身はミュータントではないのにかかわらず、バラヤーでのミュータントに向けられる根強い偏見に曝される。ほとんど病的なほどの強い決意と高い知性を備え、高い社会的階級にある両親の支持のもとで、マイルズは軍人かつ市民として極めて例外的なキャリアを、作りだしていくことになる。

## 年譜
| マイルズの年齢  | マイルズの周りの出来事                                                                                 | 作品                                 |
| --------------- | --- | ------------------------------------ |
| 誕生の約200年前 | クァディーが製作され、逃げ出す。                                                                       | 『自由軌道』                         |
| 生誕の数年前    | コーデリア・ネイスミスがアラール・ヴォルコシガンに出会う                                               | 『名誉のかけら』                     |
| 0歳             | バラヤー内乱時、骨に悪影響を負って出生。                                                               | 『バラヤー内乱』                     |
| 17歳            | デンダリィ自由傭兵艦隊を結成する。                                                                     | 『戦士志願』                         |
| 20歳            | 帝国士官学校を卒業し、機密保安庁に配属される。直後に皇帝を救う。                                       | 『喪の山』、『ヴォル・ゲーム』       |
| 22歳            | 従兄のイワンとセタガンダで国葬に参列する。エリ・クインをクライン・ステーションに送る。                 | 『天空の遺産』、『遺伝子の使命』     |
| 23歳            | ジャクソン統一惑星から科学者を亡命させる。                                                             | 『迷宮』                             |
| 24歳            | セタガンダの捕虜収容所で大脱走を引き起こす。クローンの弟マークに会う。                                 | 『無限の境界』、『親愛なるクローン』 |
| 28歳            | ジャクソン統一惑星でマークと再会する。                                                                 | 『ミラー・ダンス』                   |
| 29歳            | 医療上の理由で退役。シモン・イリヤン機密保安庁長官に対する陰謀を暴き帝国聴聞卿となる。最終階級は大尉。 | 『メモリー』                         |
| 30歳            | コマールでミラー衛星の事故を調査する。皇帝の結婚式が挙行される。エカテリンと婚約する。                 | 『ミラー衛星衝突』、『任務外作戦』   |
| 31歳            | 結婚。タウラが式に参列する。                                                                           | 『冬の市の贈り物』                   |
| 32歳            | 新婚旅行を中断してクァディーの居住宇宙に行き事件を解決する。ベル・ソーンと再会する。                   | 『外交特例』                         |
| 34歳            | ちょっと目を離したすきに、イワンの影響下で機密保安庁本部の建物に異変が生じる。                         | 『大尉の盟約』                       |
| ?歳             | 領地の放射能汚染の清浄化を図る                                                                         | 『The Flowers of Vashnoi』           |
| 39歳            | 惑星キボウダイニで冷蔵保存技術がらみの陰謀に巻き込まれる。父アラールが亡くなる。                       | 『マイルズの旅路』                   |
| 42歳            | 母コーデリアがセルギアール総督引退を決意し、マイルズが話し合いに赴く                                   | 『女総督コーデリア』                 |

## 作品
シリーズの最初の長編は『名誉のかけら』であり、第二作は『戦士志願』であり、第三作は『遺伝子の使命』である。
ほとんどの作品はマイルズ・ヴォルコシガンを主人公としているが、『名誉のかけら』と『バラヤー内乱』はマイルズの両親を主人公としたものであり、『遺伝子の使命』と『大尉の盟約』はヴォルコシガン・サガの脇役を主人公に据えたものである。また『冬の市の贈り物』は、ヴォルコシガン館に勤務する親衛兵士の視点で語られる。『自由軌道』にはマイルズやその家族は一切出て来ないが、後の作品で、マイルズは『自由軌道』のキャラクターの子孫と出会うことになる。
以下の作品リストはシリーズ内の時系列に従う。各作品が書かれた順番ではない。題名は創元推理文庫のもの。翻訳者はすべて小木曽絢子。括弧内にはアメリカにおける出版年を示す。

### 自由軌道
ISBN 978-4-488-69802-7, Falling Free (1987)
マイルズ・ヴォルコシガン誕生の200年前に、技術者であるレオ・グラフは、無重力空間での労働者として、脚の代わりに腕を持つように遺伝子操作されたクァディーに出会う。人工重力テクノロジーの出現によって、クァディーの存在意義は脅威にさらされている。

### 名誉のかけら
ISBN 978-4-488-69806-5, Shards of Honor (1986)
ベータ植民惑星の天体観測隊のコーデリア・ネイスミス艦長は、未知の惑星の調査中にバラヤーの悪名高いアラール・ヴォルコシガン艦長に出会う。仲間のベータ人に助けられて脱出した後、作戦遂行中に再びバラヤー人に捕えられる。今度は狂気のバラヤー皇太子を巡る陰謀に巻き込まれるが、戦争捕虜として故郷に英雄として帰還する。だが故郷での扱いになじめないコーデリアは脱出してバラヤーに逃げ、ヴォルコシガン夫人となる。

### バラヤー内乱
ISBN 978-4-488-69807-2,  Barrayar (1991)
摂政夫人コーデリア・ヴォルコシガンがマイルズを妊娠していた時、暗殺の試みが出産前のマイルズに悪影響を及ぼす。一方で、ヴォルダリアン国守は反乱を計画する。

### 戦士志願
ISBN 978-4-488-69801-0, Warrior’s Apprentice (1986)
長年夢見ていた帝国士官学校への入学のチャンスを失った後、マイルズは母親の故郷であるベータ植民惑星に旅立つが、途中で船とパイロットと、封鎖包囲された政府に兵器を届ける仕事を手に入れる。即興と大胆さと幸運によって、存在もしていないデンダリィ自由傭兵艦隊の将官であると名乗るようになり、隊員を加え、戦争に勝つ。
(父親同士が)従兄弟のイワンが現れ、個人的な軍隊を維持している(反逆罪に値する)マイルズを告発することで、国守評議会のある政治党派がマイルズの父を攻撃していることを、マイルズは優れた想像力により推測する。マイルズは大急ぎで故郷に帰り、告発の影にある真の計画を明らかにし、デンダリィ自由傭兵艦隊を帝国軍に編入する(内密に行われ、傭兵自体もこのことを知らない)ことを皇帝に許可してもらうことで、裁判を逃れる。マイルズは褒賞として帝国士官学校に入学を許可される。

### 喪の山
(中編、”無限の境界”に収録) Mountains of Mourning (1989)
マイルズは帝国軍士官学校を卒業したばかりで、両親と共に領地のヴォルコシガン・サールー村に滞在している。シルヴィー谷の辺鄙な村から女が三日がかりで歩いて来て、口唇裂と口蓋裂だった赤ん坊が殺されたと訴える。マイルズは、国守としての経験を積むため、父の代理として、事件を調査するよう村に送りだされる。マイルズは謎を解き、正義と慈悲をもたらす。

### ヴォル・ゲーム
ISBN 978-4-488-69805-8 , The Vor Game (1990)
卒業・任官。最初の任地でトラブルを起こしたマイルズはヘーゲン・ハブに送られるが、友であり皇帝であるグレゴール・ヴォルバーラを救出しなければならない羽目になり、上官の命令をことごとく無視しながらも成功、惑星を侵略から救う。
中長編の"Weatherman"は、本作の最初の6章に当たる。

### 天空の遺産
ISBN 978-4-488-69808-9, Cetaganda (1995)
マイルズとイワンは、バラヤーを代表して大葬に参列するために、セタガンダ帝国の首都惑星に送られるが、帝国を分裂させようとする陰謀に巻き込まれる。マイルズはまたもや上官の命令をことごとく無視しながら陰謀を阻止し、セタガンダ皇帝並びに有力貴族の感謝を勝ち取る。

### 遺伝子の使命
ISBN 978-4-488-69811-9,  Ethan of Athos (1986)
男性だけの惑星アトスの医師イーサンは、卵子を求めて外宇宙に出て、初めて女性に出会い、危険な陰謀に巻き込まれる。本作品にはマイルズが登場せず、デンダリィ自由傭兵艦隊の中佐で、マイルズのガールフレンドとなるエリ・クインが登場する。

### 迷宮
(中編、”無限の境界”に収録)  Labyrinth (1989)
マイルズは、遺伝子工学者をバラヤーに亡命させるために、武器購入を装いジャクソン統一惑星に旅をする。工学者の作成したサンプルをリョーバル商館から盗み出そうとしてマイルズは捕えられるが、遺伝子操作の産物である巨大なスーパー女性兵士タウラに出会い、共に脱出する。タウラが去り際に商館の貴重な生物サンプルを破壊したため、こののちネイスミス提督はリョーバル商館につけ狙われることになる。 タウラはデンダリィ自由傭兵艦隊に入隊する。

### 無限の境界
(中編、”無限の境界”に収録) ,ISBN 978-4-488-69804-1,  Borders of Infinity (1989)
マイルズは、重要な囚人を解放するために、わざとセタガンダに捕えられて厳重な警備に守られる捕虜収容所に入れられる。マイルズは惑星マリラックの戦争捕虜を組織し、歴史に残る大脱走を成功させる。この事件の後、セタガンダは、ネイスミス提督に懸賞金をかけるようになるが、マイルズと同一人物であることをまだ知らない。

### 親愛なるクローン
ISBN 978-4-488-69803-4,  Brothers in Arms (1989)
セタガンダ帝国に追われるマイルズは地球におけるバラヤー大使館付き武官となり、デンダリィ自由傭兵艦隊は資金不足に陥り、マイルズはコマールのテロリストによって密かに暗殺者として訓練された、自らのクローンであるマークと出会う。

### ミラー・ダンス
(上下) ISBN 978-4-488-69809-6 / ISBN 978-4-488-69810-2,  Mirror Dance (1994)
マークはマイルズであるように装い、デンダリィ自由傭兵艦隊を使って、ジャクソン統一惑星のバラピュートラ商館から、脳移植のために育てられ使い捨てられる運命にあるクローン達を救出しようとするが窮地に陥る。マイルズは救出にやって来るが、作戦実行中に死亡し、その冷凍保存された遺体は行方不明になる。マークはバラヤーで両親に会い、助力を得てマイルズを救出しようとするが、ネイスミス提督に深い恨みを持つリョーバル商館に捕えられる。

### メモリー
(上下),ISBN 978-4-488-69812-6 / ISBN 978-4-488-69813-3, Memory (1996)
冷凍保存された後遺症のため、マイルズは機密保安庁を辞任せざるを得なくなるが、長官のシモン・イリヤンの精神に起きた異常を調査するために、一時的に帝国聴聞卿に任命される。本作以後、マイルズはデンダリィ傭兵部隊の提督ではなく帝国聴聞卿として活躍することになる。

### ミラー衛星衝突
(上下), ISBN 978-4-488-69814-0 / ISBN 978-4-488-69815-7,  Komarr (1998)
帝国聴聞卿マイルズは、ミラー衛星の事故を調査するためにコマールへ向かい、不幸せな結婚生活に悩むヴォル階級のバラヤー人女性エカテリンと出会う。事故の影にはバラヤーの支配を憎むコマールのテロリストがいることを知る。

### 任務外作戦
(上下）,　ISBN 978-4-488-69816-4 / ISBN 978-4-488-69817-1 , A Civil Campaign (1999)
バラヤー皇帝グレゴールの結婚準備が進められる中、民間人となったマイルズは、いまだに軍人の癖が抜けず、エカテリンに求婚するために大がかりな作戦計画を立案しないではいられない。そこに遺伝子操作で作られた特殊な虫を持ってマークが帰国し、ヴォルコシガン館は大混乱に陥る。

### 冬の市の贈り物
Winterfair Gifts (2004) 、任務外作戦(下)に収録
遺伝子操作によるスーパー兵士であり、デンダリィ自由傭兵艦隊の一員であるタウラの物語。

### 外交特例
ISBN 978-4-488-69818-8, Diplomatic Immunity (2002)
クァディーが住む宇宙ステーションでコマールの船が事件を起こし、帝国聴聞卿マイルズは急遽解決に向かい、旧友ベル・ソーンと出会う。セタガンダ帝国とバラヤー帝国の間の戦争の危機が浮上し、生物兵器による生命の危機にさらされながらも、マイルズは事件解決に奮闘する。

### 大尉の盟約
上 ISBN 978-4-488-69819-5 /下 ISBN 978-4-488-69820-1、Captain Vorpatril’s Alliance (2012)
イワン・ヴォルパトリルは軍の任務でコマールにやってきたが、抗争から逃れて身を隠すジャクソン統一惑星の大豪の娘と知り合い、その逃亡を助けるためにとっさに結婚してしまう。やがて娘はバラヤーに逃げてきた家族と再会し、帝国機密保安庁を大混乱に陥れる。

### The Flowers of Vashnoi
中編、未訳(2018)
ヴォルコシガンの領地では放射能汚染を清浄化するために遺伝子改変された虫を使った実験が行われる。だが実験場では虫の数が異常に減り、マイルズはエルフのような姿の人影を目撃し、エカテリンが謎解きをする。

### マイルズの旅路
ISBN 978-4-488-69821-8、 Cryoburn (2010)
学会に出席するために、マイルズは惑星キボウダイニに来る。キボウダイニには日本人の子孫が多く住み、多くの市民が冷凍保存されている。マイルズは冷凍保存技術に隠された事実とコマール絡みの陰謀を嗅ぎつける。

### 女総督コーデリア
ISBN 978-4-488-69822-5、 Gentleman Jole and the Red Queen (2016)
夫アラールの死後3年がたち、セルギアール総督を務めるコーデリアは引退を決意し、冷凍保存したアラールの精子と自分の卵子から娘を出産してセルギアールに永住することを決意する。コーデリアはセルギアール艦隊提督でアラールの恋人だったオリバー・ジョールにある提案をする。

## 主要な登場人物

### ヴォルコシガン家

#### マイルズ・ネイスミス・ヴォルコシガン
Miles Naismith Vorkosigan
ほとんどの作品の主人公である。バラヤーのヴォル階級であり、皇統につながるアラール・ヴォルコシガン国守とベータ出身のコーデリア・ネイスミスの間に生まれた。胎児の時に両親の暗殺の試みが失敗した結果、成長に障害が現れ、大人になっても思春期の少年ほどの身長しかない。多くのバラヤー人男性と同様に帝国軍人を目指すが、図らずもデンダリィ自由傭兵艦隊を率いるネイスミス提督としても知られるようになり、帝国機密保安庁に勤めるようになる。最終的には、軍人としてのキャリアを終えざるを得なくなり、帝国聴聞卿となる。ヴォルの未亡人エカテリン・ヴォルソワソンと結婚する。

#### マーク・ヴォルコシガン
Mark Vorkosigan
コマールのテロリストによって、ジャクソン統一惑星で秘密裏に作りだされたマイルズの6歳年下のクローンであり、マイルズにすり替わって父のアラールとグレゴール皇帝を暗殺するよう育てられた。マイルズによってテロリストから救出され、新たな人生を始める。マイルズと外見を異ならせるために、意識的に太っている。実業家として才能を発揮し、カリーン・コウデルカと恋仲になる。

#### アラール・ヴォルコシガン
Aral Vorkosigan
ピョートル・ヴォルコシガン国守の息子として生まれ、母方を通して皇位継承権を持つ。コマールの反乱を鎮圧した際、部下の僭越行為によって"コマールの殺し屋"の悪名を得る。ベータ出身のコーデリアと出会って結婚し、グレゴール幼帝の摂政となり、父親の後を継いで国守となる。後に妻とともにセルギアールの総督となる。

#### ピョートル・ヴォルコシガン
Piotr Vorkosigan
アラールの父親であり、バラヤーの孤立時代の直後にはセタガンダに対する戦争を指導し、皇帝の廃立にも関与する。ミュータントに対するバラヤー人の偏見を強く持ち、幼少時のマイルズを冷たく扱うが、やがて認めるようになる。マイルズが士官学校に不合格となった時に亡くなる。

#### コーデリア・ネイスミス
Cordelia Naismith
マイルズの母親であり、『名誉のかけら』および『バラヤー内乱』の主人公である。ベータの天文調査隊艦長であった際にバラヤー軍に捕えられ、アラールと出会う。二度までもバラヤー軍から逃げ出した後、今度は故郷ベータを脱出してバラヤーに向かい、アラールと結婚する。マイルズを妊娠中に、毒ガスによる暗殺の試みに遭うが、一命をとりとめる。後に夫と共にセルギアールの女総督となる。

#### エカテリン・ヴォルヴェイン
Ekaterin Vorvayne
あまり豊かではないヴォルの家に生まれ、若くしてティエン・ヴォルソワソンと結婚して男の子ニッキをもうける。『ミラー衛星衝突』ではコマールに住み、夫を失いながらも勇気と知性を発揮してテロを未然に防ぐ。『任務外作戦』では、夫の死後バラヤーに戻って、叔父である聴聞卿ヴォルシスのもとに身を寄せ、マイルズの独創的なプロポーズを受け入れる。『外交特例』ではマイルズとともにクァディーの住む宇宙ステーションに赴き、重大事件の解決を助ける。

### ヴォルバーラ皇帝家
皇帝家はヴォルバーラ国守としての地位も保ち、国守評議会では投票が同数となった場合の決定的一票を持つ。

#### ユーリ・ヴォルバーラ
Yuri Vorbarra
狂帝と言われ、皇位を奪われることを恐れるあまり、アラールの母親を含む、皇家の血筋の者を次々と殺したため、次代には継承権のある人物が払底することとなる。ピョートルが指導した反乱で捕えられ処刑される。

#### エザール・ヴォルバーラ
Ezar Vorbarra
グレゴールの祖父であり、狂帝ユーリの後を継いだバラヤーの先代皇帝であったが、『名誉のかけら』でセルグ皇太子を失い、次代をグレゴールに任せることになった。

#### グレゴール・ヴォルバーラ
Gregor Vorbarra
エザールの孫であり、その後を継いで皇帝となった。幼少時に両親を失い、マイルズやイワンと共に育ち、成長後も親友となる。成長するまではアラールが摂政として支える。

### ヴォルパトリル家

#### イワン・ヴォルパトリル
Ivan Vorpatril
マイルズとは父親同士が母方による従兄弟であり、マイルズに次ぐ皇位継承権を持ち、マイルズの親友である。背が高くハンサムで運動神経が良いが、ロシア民話の『イワンのばか』を思い起こさせる余り賢くない人物であり、主にマイルズに引きずりまわされ、コミカルな役を演じる。『大尉の盟約』ではついに主役となる。

#### アリス・ヴォルパトリル
Alys Vorpatril
イワンの母親であり、国守ではないものの母方を通して皇室の血を引いていたパドマの未亡人である。イワンを妊娠中に暗殺の試みからコーデリアによって救われ、女性の親戚がいないグレゴール皇帝の側近として仕える。長年機密保安庁に密かに協力し、シモン・イリヤンのガールフレンドとなる。

#### "テユ"テヤスウィニ・アルクワ
"Teju" Tejaswini Arqua 
ジャクソン統一惑星のコードナー商館の大豪の娘だが乗っ取りに会いコマールに逃亡する。敵の商館の手先と官憲に追われる中、イワンのとっさの機転により妻となる。

### その他バラヤー帝国人

#### コンスタンチン・ボサリ
Konstantine Bothari
軍曹としてバラヤー帝国軍に勤めていた時に、コーデリアを救い(『名誉のかけら』)、その後は除隊してヴォルコシガン家に奉仕するようになる。薬物に由来する後遺症を精神に抱え、強制されてエスコバール軍の女性兵士を暴行した結果生まれたエレーナを育てる。マイルズが生まれた後はその個人的な護衛かつ従者となる。復讐のため、エレーナの母親に殺される。

#### エレーナ・ボサリ
Elena Bothari
エレーナはコンスタンチン・ボサリの娘であり、一緒に成長するにつれてマイルズは深くエレーナを愛するようになるが、エレーナはこれに応えることはない。デンダリィ自由傭兵艦隊に加わった後に、バズ・ジェセックと結婚することになる。

#### シモン・イリヤン
Simon Illyan 
機密保安庁に努め、エザール皇帝の命令で脳内に全てを記憶するチップを埋め込まれ、後に長官となり、マイルズの上司となる。アリス・ヴォルパトリルとデートするようになるが、『メモリー』ではチップに欠陥が生じ、多くの記憶を失う。

#### クレメント・コウデルカ
Clement Koudelka
少尉としてアラールに仕えていた時に神経破壊銃で撃たれて障害を背負い、除隊して摂政アラールの個人秘書となる(『名誉のかけら』)。かつてコーデリアの護衛だった妻ルドミラ(ドロウ)との間にコウデルカ・ガールズと呼ばれる四人の娘たちデリア、オリヴィア、マーチャ、カリーンをもうけ、彼女たちはマイルズの幼馴染として育つ。デリアはダブ・ガレーニと結婚し、オリヴィアは性転換をして男性となった国主ドノ・ヴォルラトイェルと婚約し、マーチャはエスコバール人科学者のエンリーク・ボルゴスと結婚し、カリーンはマーク・ヴォルコシガンと恋仲になる。

#### ダブ・ガレーニ
Duv Galeni
コマール出身の機密保安庁職員。『親愛なるクローン』では父親の企む反バラヤーの陰謀に巻き込まれるが、バラヤーへの忠誠を保ち、マイルズの友人となる。機密保安庁に勤める前は歴史学の大学教授であった。

#### バイアリー・ヴォルラトイェル
Byerly Vorrutyer
機密保安庁の秘密情報提供者。『任務外作戦』でヴォルの事件に関わって登場する。ジャクソン統一惑星のコードナー商館の娘リッシュと恋仲になり、大豪一家に同行する任務を与えられる。

#### オリバー・ペリン・ジョール
Oliver Perrin Jole
バラヤー帝国軍ではアラールの秘書を務め、准将を経て、アラールのセルギアール総督就任後はセルギアール艦隊提督となる。コーデリア公認のアラールの長年の恋人。

### デンダリィ自由傭兵艦隊隊員

#### エリ・クイン
Eli Quinn 
デンダリィ自由傭兵艦隊の一員であり、後には隊を率いる提督となる。戦闘で顔を負傷するが、回復手術により絶世の美女となっている。宇宙ステーションで育ち、惑星育ちの人間を軽蔑する。一時はマイルズの恋人となるも、惑星上の生活を拒否する。『遺伝子の使命』で主要な役割を演じる。

#### ベル・ソーン
Bel Thorne
デンダリィ自由傭兵艦隊の艦長であった、ベータ出身の両性具有者。『ミラー・ダンス』で、大きな失敗を犯し、隊から解雇されることになる。『外交特例』で再登場する。

#### タウラ
Taura
デンダリィ自由傭兵艦隊の軍曹であり、ジャクソン統一惑星においてスーパー兵士として遺伝子操作により作りだされた、巨大で牙を備える女性。マイルズによって牢から救い出されるが、残された寿命は短い。『冬の市の贈り物』では主要な役割を演じる。

#### バズ・ジェセック
Baz Jesek 
バラヤー帝国軍を脱走後、マイルズに見出されてデンダリィ自由傭兵艦隊に加わる。後にエレーナ・ボサリと結婚する。

#### カイ・タング
Ky Tung
軍事史の専門家であり、オウセル傭兵隊の艦長であったが、デンダリィ自由傭兵艦隊に捕えられた後はデンダリィ自由傭兵艦隊に勤めるようになる。
『親愛なるクローン』で隊を辞職し故郷ブラジルに引退する。

### その他

#### エンリーク・ボルゴス
Enrique Borgos
エスコバールの遺伝昆虫学者。財政面には無関心で巨大な負債を作り、開発した特殊な昆虫を携え、マーク・ヴォルコシガンに伴われてバラヤーに逃亡し、ヴォルコシガン館で大騒動を引き起こす。マーチャ・コウデルカと結婚し、ヴォルコシガン領の放射能汚染の清浄化に寄与する昆虫を開発する。

## ヴォルコシガン・サガの世界

### バラヤー
Barrayar
3惑星からなるバラヤー帝国の首都惑星。セタガンダ帝国との戦争の結果、国土の一部は放射能に汚染されているが、惑星上の広い土地が居住可能である。首都はヴォルバール・サルターナ。
『遺伝子の使命』と『自由軌道』を除き、全作品の主人公はヴォルコシガン一族の故郷である惑星バラヤーに関係している。この惑星のために、ビジョルドは”剣と宇宙船”の歴史を作りだした。マイルズ・ヴォルコシガンの時代のバラヤーは宇宙船とコンピューターとその他のハイテクを駆使するが、その文化は決闘をいまだに記憶し、黄金の袋をささげて皇帝の誕生日を祝い、お仕着せを着せられ、主人に生涯の奉仕を誓う召使が書き手の血で封印されたラブレターを運ぶのである。遅れた地方では、新生児の肉体的な欠陥が調べられ、障害が見つかった場合は嬰児殺しが行われる。
バラヤーは、ヴォルコシガン・シリーズの第一作である『名誉のかけら』の600年前に人類によって植民地化され、ロシア系やギリシャ系などの移民が移り住んだ。植民地化の直後に、バラヤーと他の人間世界を結ぶ唯一のワームホールが不安定になったため、5万人の植民者は孤立した。孤立時代と呼ばれる続く数世紀の間に、バラヤーは封建社会を成立させ、尊称であるヴォルを名前の最初に持つ60の封建国守と下位の貴族が皇帝を支えるようになった。重要な案件は国主評議会で決定される。ヴォルの階級は軍事的なものであり、バラヤー文化は極めて軍国主義的かつ家父長的である。
バラヤーは、豊かな商業惑星であるコマールの近傍の別のワームホールによって再発見されることになる。商業的特権と引き換えに、コマールは近隣の拡張主義者であるセタガンダ帝国に、バラヤーを征服することを許す。セタガンダ人は長年バラヤーを占領し、ゲリラ戦争を戦った後、テクノロジー的には極めて優位に立っていたにもかかわらず、最終的には大きな犠牲を払ってバラヤーから撤退することになる。

### コマール
Komarr
バラヤー帝国の一員である、呼吸不能な大気をもつ惑星。住民はドーム内に暮らし、ミラー衛星によってエネルギーを得る。かつてセタガンダ帝国にワームホールを使わせてバラヤーを侵略させたため、報復としてバラヤーに征服・併合され、バラヤーに抵抗する勢力がいまだに存在する。『ミラー衛星衝突』の舞台である。かつてアラールが司令官であった時に、その部下が200人ものコマール人を虐殺した事件があり、アラールが”コマールの殺し屋”と呼ばれる原因となった。グレゴール皇帝の皇后はコマール出身である。

### セルギアール
Sergyar
バラヤー帝国の一員の惑星であり、コーデリアとアラールはここで出会い、後に二人は共同総督となる。かつては無人の惑星であったが、コマールとエスコバールの間に位置する戦略的重要性のため、バラヤーからの植民が進められる。種々の異生物が生存する。『女総督コーデリア』の舞台となる。

### ベータ植民惑星
Beta Colony
進んだ遺伝子工学を持つ惑星だが、表面は砂漠に覆われ人々は地下に住む。社会民主的な政治形態で、性的に極めて開放的であることで知られ、両性具有者も社会の一角を構成する。コーデリア・ネイスミスの出身地。

### セタガンダ
Cetaganda
8つの惑星からなる拡張主義の帝国であり、遺伝子工学に優れ、極めて特殊な社会構造を持つ。貴族であるホート階級、戦士であるゲム階級、そして無性の召使であるバーがある。かつてはバラヤーを侵略し占領していたが、ゲリラ戦争に悩まされ、撤退した。その後もヴァーベインやマリラックなどに侵略を試みる。ホート階級の女性はシールドによって身を隠す。ゲム階級の男性は独特の化粧を顔に施す。『天空の遺産』の舞台となる。

### ジャクソン統一惑星
Jackson’s Whole
倫理的な束縛を受けずに資本主義を極限まで発展させた惑星であり、政府は存在せず、優れた遺伝子工学と医療技術を他世界に提供するが、本人の許可を受けないクローンや遺伝子操作による改造人間などを作りだし、さまざまな犯罪の温床となる。100を超える商館を率いる大豪たちによって支配される。『迷宮』および『ミラー・ダンス』の舞台となる。

### エスコバール
Eskobar
セルギアールとベータの間に位置する惑星であり、デンダリィ自由傭兵艦隊の基地となる。進んだ科学技術を持つ。

### 地球
ワームホール・ネクサスとの交通網が不便であるため、余り重要ではない惑星となっている。惑星全体を統括する政府は存在しない。『親愛なるクローン』の舞台となる。

### アトス
Athos
かつて宗教的な狂信者によって設立された、男性のみの農業中心の惑星である。全ての子供は培養された卵子を用いて人工子宮から生まれる。

### マリラック
Marilac
一時はセタガンダに侵略占領されていたが、『無限の境界』でのマイルズの活躍などもあって独立を果たしている。

### ヴァーベイン
Vervain
セタガンダに侵略されそうになったが、『ヴォル・ゲーム』でのマイルズの助けによりこれを退けた。

## 受賞歴
| 作品           | 賞                                | 結果       |
| -------------- | --------------------------------- | ---------- |
| 自由軌道       | 1988年ネビュラ賞_長編小説部門     | 受賞       |
| 自由軌道       | 1989年ヒューゴー賞 長編小説部門   | ノミネート |
| 喪の山         | 1990年ネビュラ賞 中長編小説部門   | 受賞       |
| 喪の山         | 1990年ヒューゴー賞 中長編小説部門 | 受賞       |
| Weatherman     | 1991年ネビュラ賞 中長編小説部門   | ノミネート |
| ヴォル・ゲーム | 1991年ヒューゴー賞 長編小説部門   | 受賞       |
| ヴォル・ゲーム | 1991年ローカス賞 SF長編部門       | ノミネート |
| バラヤー内乱   | 1992年ヒューゴー賞 長編小説部門   | 受賞       |
| バラヤー内乱   | 1992年ローカス賞 SF長編部門       | 受賞       |
| バラヤー内乱   | 1991年ネビュラ賞 長編小説部門     | ノミネート |
| ミラー・ダンス | 1995年ヒューゴー賞 長編小説部門   | 受賞       |
| ミラー・ダンス | 1995年ローカス賞 SF長編部門       | 受賞       |
| 天空の遺産     | 1997年ローカス賞 SF長編部門       | ノミネート |
| メモリー       | 1997年ヒューゴー賞 長編小説部門   | ノミネート |
| メモリー       | 1997年ローカス賞 SF長編部門       | ノミネート |
| メモリー       | 1997年ネビュラ賞 長編小説部門     | ノミネート |
| 任務外作戦     | 2000年ヒューゴー賞 長編小説部門   | ノミネート |
| 任務外作戦     | 2000年ローカス賞 SF長編部門       | ノミネート |
| 任務外作戦     | 2000年ネビュラ賞 長編小説部門     | ノミネート |
| 外交特例       | 2002年ネビュラ賞 長編小説部門     | ノミネート |
| 冬の市の贈り物 | 2005年ヒューゴー賞 中長編小説部門 | ノミネート |
| マイルズの旅路 | 2011年ヒューゴー賞 長編小説部門   | ノミネート |
| マイルズの旅路 | 2011年ローカス賞 SF長編部門       | ノミネート |
| 大尉の盟約     | 2013年ヒューゴー賞 長編小説部門   | ノミネート |
| シリーズ全体   | 2017年ヒューゴー賞シリーズ部門    | 受賞       |